# Samsung SPH-A640
O Samsung SPH-A640 é um aparelho celular que opera em duas bandas e três modos, projetado para atender às operadoras de PCS [en] como a Sprint Nextel nos Estados Unidos e a Virgin Mobile [en] no Canadá. O lançamento desse modelo ocorreu entre meados e final de 2006 em diversas regiões nos Estados Unidos e em outros países como o Canadá.

## Especificações
O SPH-A640 tem recursos que incluem mensagens SMS e tecnologia push-to-talk (PTT), câmera traseira VGA, reconhecimento de voz e tecnologia Bluetooth, dependendo da operadora. SPH-A640 é um celular com antena interna e slot para antena externa, acessível ao remover uma capa protetora na parte traseira do compartimento da bateria.
O aparelho possui um visor interno TFT LCD de 65k ufb de 1,75 polegadas e um visor externo OLED monocromático de 1,82 polegadas. O display externo exibe informações como data, hora, nível de bateria, intensidade do sinal e identificação de chamadas (quando disponível).
A câmera traseira do Samsung SPH-A640 não possui flash LED. A câmera oferece recursos como temporizador automático, molduras divertidas, ajustes de tom de cor, brilho e balanço de branco. A câmera também permite escolher entre três resoluções: alta (640x480 pixels), média (320x240 pixels) e baixa (224x168 pixels). O aparelho não tem capacidade de reproduzir ou gravar MP3 ou vídeo.
O SPH-A640 tem dimensões de 3,6 x 1,8 x 0,09 polegadas e pesa 3,2 onças. O celular acompanha uma bateria padrão de Li-Ion de 800 mAh, carregador de viagem e manual do usuário. O dispositivo não pode ser desbloqueado para uso em outras redes além da rede CDMA específica para a qual foi projetado.

## Recepção
O Samsung SPH-A640 foi avaliado por Kent German, da CNET, que atribuiu ao modelo Sprint do aparelho a nota 6,6 de 10. O avaliador destacou a qualidade clara da chamada e os recursos do dispositivo, como a câmera VGA, o Bluetooth e o viva-voz. Por outro lado, ele apontou o design como um ponto negativo e relatou dificuldades para ouvir as chamadas do viva-voz em locais com muito ruído. Ele considerou o Samsung SPH-A640 um "celular funcional e de bom desempenho para usuários intermediários".